# Marktdreieck (Waiblingen)

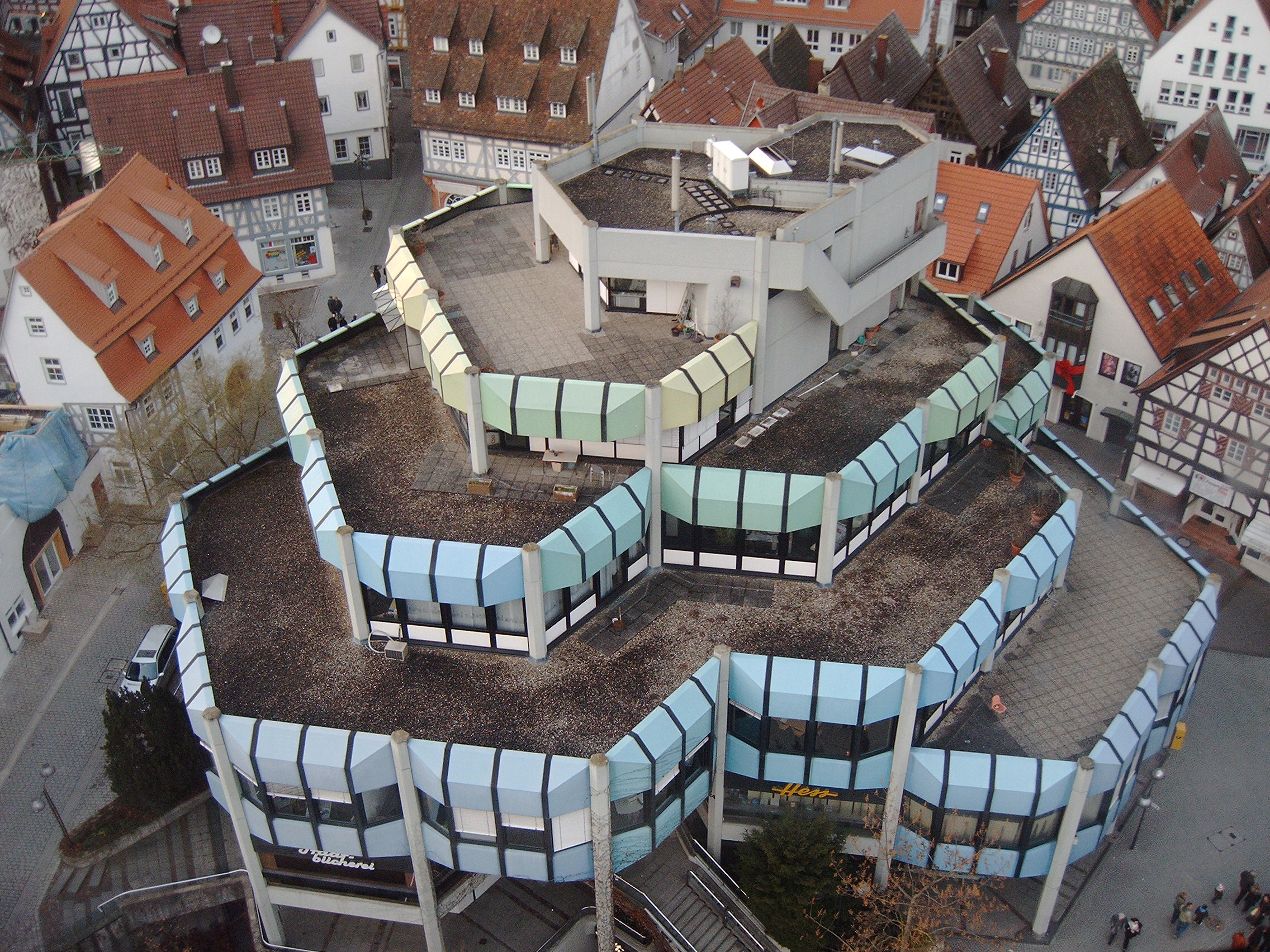
Das Marktdreieck

Das Marktdreieck ist ein Gebäude inmitten der historischen Altstadt von Waiblingen in Baden-Württemberg. Darin befindet sich derzeit (2022) unter anderem die Stadtbibliothek Waiblingen.

## Geschichte
Das Gebäude wurde 1976 nach Plänen des Architekten Wilfried Beck-Erlang in der Kurzen Straße erbaut.
Ab September 2007 wurde das Marktdreieck umgebaut. Die Stadtbücherei wurde solange in die ehemalige Karolingerschule verlegt und zog 2011 wieder zurück ins Marktdreieck.
2014 bekam das Marktdreieck den Status eines eingetragenen Kulturdenkmals der 1970er Jahre.

## Architektur
Das Marktdreieck besteht aus farbigen, ineinander verschachtelten Sechsecken. Der Bau wurde in Stahlbeton-Skelettbauweise mit dreieckigem Grundriss durchgeführt.
In Anlehnung an die umgebenden Fachwerkhäuser ist die Fassade des Marktdreiecks durch vertikale Streben unterteilt.
Aufgrund seiner modernen Gestalt inmitten der Altstadt ist das Gebäude umstritten.